# Офек

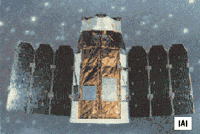
Офек 3

Офек (івр. אופק — «горизонт») — серія супутників, розроблена в Ізраїлі концерном Israeli Aerospace Industries. Відноситься до розвідувальних супутників. Термін служби імовірно не перевищує 1-3 років. Запуск супутників виконується з космодрому Пальмахім в західному напрямі, над Середземним морем, щоб уникнути падіння відпрацьованих ступенів ракет, на населені райони Ізраїлю і в сусідніх арабських країнах.

## Технічна характеристика апарата
Перший апарат запущений 19 вересня 1988 року, мав вагу 156 кг, вчинив обліт Землі на орбіті з перигеєм 249 км і апогеєм 1149 км з нахилом близько 142,9 град. Це був випробувальний політ, перевірялася працездатність сонячних батарей і радіозв'язку з апаратом. Із запуском супутника "Офек-1" Ізраїль став восьмою країною у світі, що запустила власний супутник власною ракетою.
Всього було побудовано 9 супутників, з них перші два - повнорозмірні моделі, що не несли дослідницької апаратури (використовувалися для перевірки виведення космічного апарата на орбіту, сонячних батарей і техніки зв'язку). "Офек-7" був успішно запущений 11 червня 2007 року. "Офек-8" запущений з Індії, індійської ракети-носія PSLV (у Індії він проходив під іншою назвою - TecSAR). Розвідувальний супутник "Офек-9" був успішно запущений у вівторок увечері, 22 червня 2010 року за допомогою ракети-носія "Шавіт" на п'ятисот кілометрову орбіту відповідно до заздалегідь заданих параметрів, з космодрому Пальмахім, :20000 31°54′ пн. ш. 34°42′ сх. д. / 31.900° пн. ш. 34.700° сх. д.. "Офек-9" огинатиме Землю 15 разів на добу.